# Regiment

Simbolul NATO standard pentru regiment, indicat de cele trei III, forma și culoarea albastră indicând că este vorba de o unitate de infanterie aliată.

Un regiment reprezintă o unitate militară de bază mai mică decât brigada, compusă din mai multe batalioane (sau divizioane, escadrile etc.). 
Mărimea unui regiment depinde de țară și de domeniul militar.
Istoric, în secolul al XVII-lea și al XVIII-lea în general un regiment era format de 1.000 oameni, comandați de un colonel.
În zilele noastre numărul militarilor dintr-un regiment este în general între 800-2.000 militari.

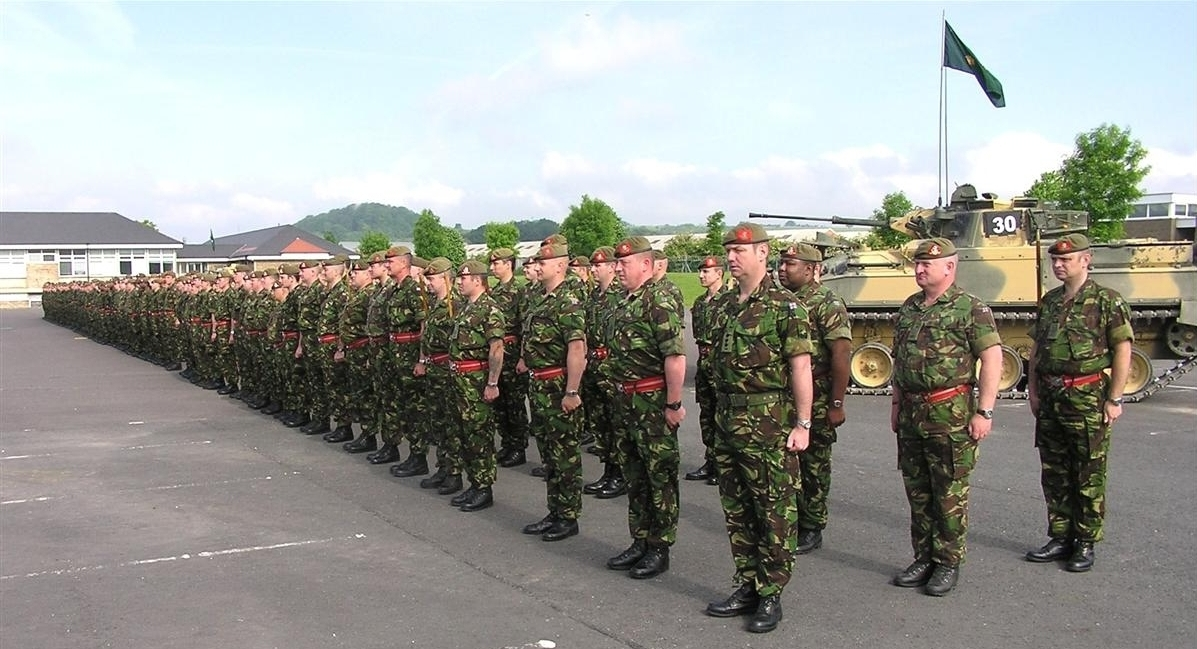
Regimentul Ducele de Wellington din Marea Britanie